# De 10
De 10 is een Nederlands programma van RTL 4, dat van 1999 tot 2009 werd uitgezonden. Reinout Oerlemans presenteerde het tot 2003, daarna was Peter van der Vorst de presentator.
In het programma De 10 staat elke week een ander onderwerp centraal. De mensen kunnen via de internetsite stemmen wie er op de eerste plek moet staan. Elk onderwerp wordt daarna verdeeld in een lijstje van 10. Hoe lager het getal, hoe belangrijker het was voor de stemmers.

## Spraakmakende afleveringen
- De 10 mooiste begrafenissen.
- De 10 meest besproken personen van 2006.
- De 10 meest spraakmakende TV-programma's.
- De 10 grootste schandalen van 2006.
- De 10 meest vergeten televisiehelden.